# DB Regio
DB Regio AG, con sede en Fráncfort del Meno, es una compañía ferroviaria alemana . Es una subsidiaria de propiedad total de Deutsche Bahn Group y forma parte de la unidad de negocios regional de DB Bahn, que también incluye a RegioNetz Verkehrs GmbH y otras subsidiarias independientes. La compañía, que opera principalmente como una empresa de transporte nacional, es responsable de todas las actividades regionales de transporte (ferrocarril y autobús) del Grupo DB en Alemania. Esto también incluye el transporte a los países vecinos. La compañía opera sus propios talleres para mantener la flota de vehículos.
La compañía opera 310 líneas con 22.800 trenes diarios y 295,000 paradas. Tiene alrededor de diez millones de clientes.

## La estructura de la empresa

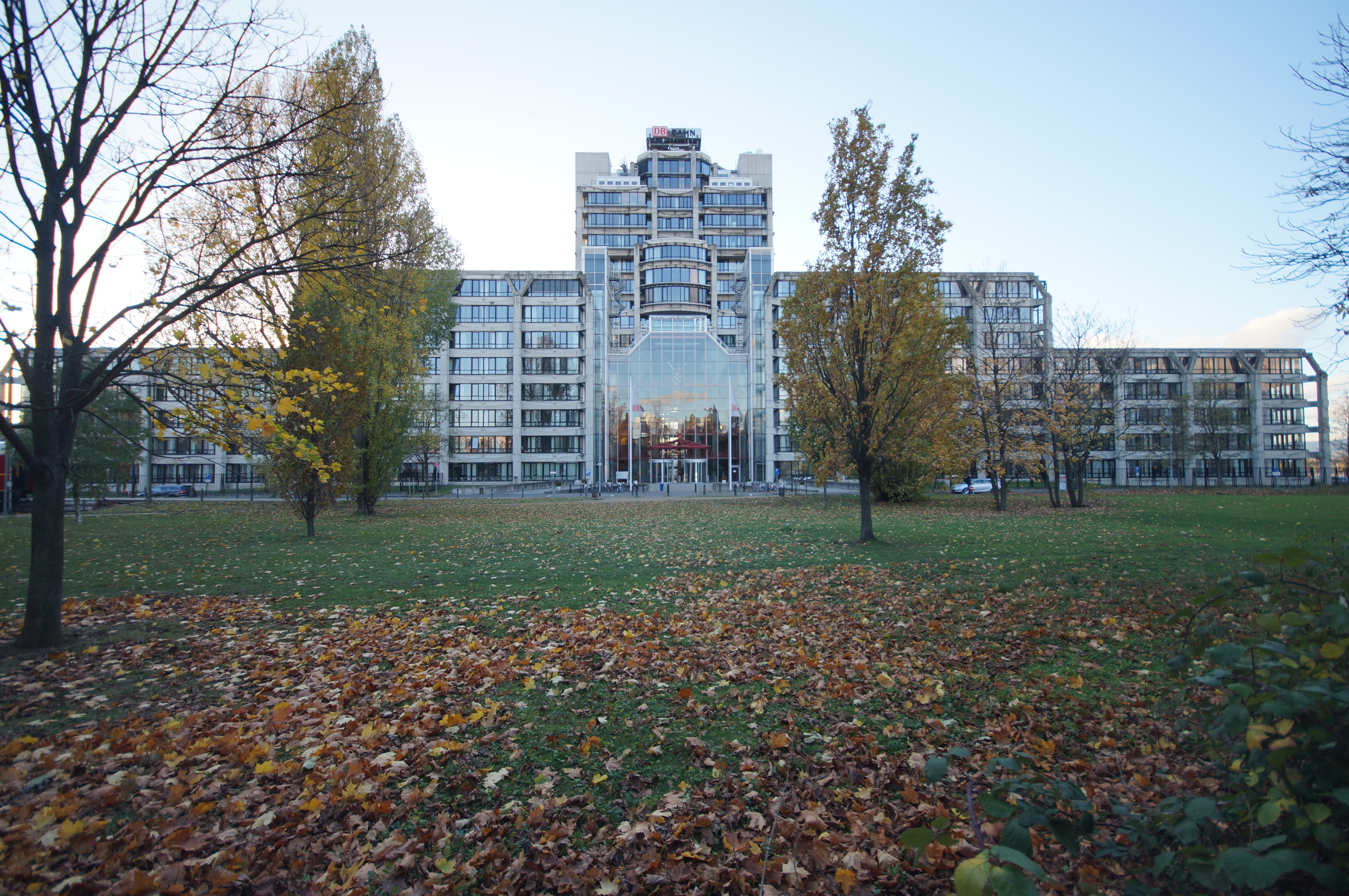
La sede de DB Regio en Fráncfort del Meno

La sede de DB Regio en Frankfurt es responsable del desarrollo del negocio y se centra en el marco y las funciones de servicio para las unidades regionales en la celebración de contratos de transporte y licitaciones. Además, ella apoya a las regiones en las áreas de gestión de precios e ingresos, marketing y planificación del tráfico. Además, el S-Bahn Berlín, Hamburgo, Munich, Rhine-Main y Stuttgart están coordinados y controlados por la sede central.
- Datos: Q18853
- Multimedia: DB Regio / Q18853